# Eastchurch
Eastchurch är en ort och civil parish i grevskapet Kent i sydöstra England. Orten ligger i distriktet Swale på Isle of Sheppey, cirka 8 kilometer sydost om Sheerness. Tätorten (built-up area) hade 3 379 invånare vid folkräkningen år 2021.